# Zwem- en Poloclub Katwijk
Zwem- en Poloclub Katwijk (kortweg Z&PC Katwijk) is een Nederlandse zwem- en waterpolovereniging uit Katwijk.
De vereniging is met rond de 600 leden een van de grootste zwem- en poloverenigingen van Nederland. Z&PC Katwijk neemt deel aan competities in zowel het waterpolo als het synchroon- en wedstrijdzwemmen.

## Geschiedenis
Zwem- en Poloclub Katwijk werd op 30 juni 1967 opgericht. Tijdens het 40-jarig jubileum in juni 2007 waren er een jaar lang verschillende activiteiten, waaronder een nachtmarathon waterpolo.

## Waterpolo
Z&PC Katwijk beschikt over een grote waterpolo-afdeling. Vooral de prestaties van het eerste herenteam hebben voor landelijke bekendheid gezorgd.

## Bekende (oud-)leden
- Nick Driebergen